# Épisodes d'Unsub
Cet article présente les huit épisodes de la série télévisée américaine Unsub.

## Distribution

### Acteurs principaux
- David Soul : John Westley Grayson
- Jennifer Hetrick : Ann Madison
- Joe Maruzzo : Tony d'Agostino
- Richard Kind : Jimmy Bello
- Kent McCord : Alan McWhirter
- M. Emmet Walsh : Ned Platt
- Andrea Mann : Norma McWhirter

## Épisodes

### Épisode 1:Ossements révélateurs
- États-Unis : 3 février 1989 sur NBC

- Paul Guilfoyle (Joe Kresser)
- Grace Zabriskie (Alma Kresser)
- Terrence Kelly (Capitaine Miller)
- Chilton Crane (Margaret Grayson)
- Ted Stidder (Monsieur Gleason)
- Joy Coghill (Madame Gleason)

### Épisode 2:Harceleur silencieux
- États-Unis : 10 février 1989 sur NBC

- Patricia Charbonneau (Lucille)
- John Snyder (Faust)
- Jackson Davies (Litton)
- Florence Paterson (Madame Karchocov)
- Walter Marsh (Sénateur)
- Tamsin Kelsey (Adjointe du sénateur)

### Épisode 3:Table rase
- États-Unis : 17 février 1989 sur NBC

- Kevin Spacey (Albert Benton / Paul Benton)
- Blu Mankuma (Capitaine Starks)
- Kerry Sandomirksy (Janice)
- Katharine Isabelle (Gina)
- Kaj-Erik Eriksen (Gamin)
- Peter Hanlon (Détective)

### Épisode 4:Cher Papa
- États-Unis : 4 mars 1989 sur NBC

- Lora Zane (Karen Samuels)
- Alex Bruhanski (Détective Ennis)
- Jo de Winter (L'amie de Karen)
- George Catalano (Randazzo)
- Karen Elizabeth Austin (Gloria Kramer)
- Glen Greaves (Kavazanjian)

### Épisode 5:Ballade sur le fleuve
- États-Unis : 10 mars 1989 sur NBC

- Sherman Howard (Docteur Radford)
- Matt Landers (L'associé de Radford)
- Codie Lucas Wilbee (Jeffrey)
- Jay Brazeau (Détective Burns)
- Don Mackay (Monsieur Compton)
- Nancy Bell (Madame Compton)

### Épisode 6:Le Soulèvement des morts,1repartie
- États-Unis : 31 mars 1989 sur NBC

- Jason Bernard (Révérend Raymond J. Grace)
- Virginia Capers (Glenona Bolland)
- Andi Chapman (Procureur général)
- William Taylor (Dibbs)
- Alec Burden (Otto)
- DeeJay Jackson (Uriah)

### Épisode 7:Le Soulèvement des morts,2epartie
- États-Unis : 7 avril 1989 sur NBC

- Jason Bernard (Révérend Raymond J. Grace)
- Virginia Capers (Glenona Bolland)
- Robert Clothier (Docteur Sutton)
- Devon Sawa (John Wesley jeune)
- Rebecca Toolan (Juge Ross)
- Mitch Kosterman (Shériff)

### Épisode 8:Usé
- États-Unis : 14 avril 1989 sur NBC

- Don S. Davis (Rodolski, membre du congrès)
- Anthony Lucero (Richard)
- Jerry Wasserman (Magnus)
- Victoria Maxwell (Bridget Cauley)
- Meredith Bain Woodward (Rose)
- Ric Reid (Ronnie Fallows)